# Oued Sefioun
Oued Sefioun est une commune de la wilaya de Sidi Bel Abbès en Algérie.

## Géographie
| Belarbi    | Mostefa Ben Brahim; M'Cid | M'Cid                        |
| Tenira     | Oued Sefioun              | Hounet (Saïda); Youb (Saïda) |
| Teghalimet | Merine; Youb (Saïda)      | Youb (Saïda)                 |

### Lieux-dits, hameaux, et quartiers[2]
Le territoire de la commune est constitue des localités suivantes: Oued Sefioun, Kouanine, Bouyettas, Hassine Ababsa, Ouled Bouchareb, Ouled Xitouni, Bekhaïra, Khelalda et Ouled Attia.